# Huperzia verticillata
Huperzia verticillata là một loài thực vật có mạch trong Họ Thạch tùng. Loài này được (L. f.) Rothm. mô tả khoa học đầu tiên năm 1944.